# Jordina Sales i Carbonell
Jordina Sales i Carbonell   (Igualada, 2 d'octubre de 1971) és una historiadora i arqueòloga catalana especialista en cristianisme antic i Antiguitat Tardana. És coneguda pels seus treballs d'investigació que han permès sustentar que Bàrcino, la Barcelona romana, tenia una arena o amfiteatre a l'indret on actualment s'emplaça l'església de Santa Maria del Mar.

## Biografia
Es va llicenciar l'any 1995 en Geografia i Història, especialitat Prehistòria, Història Antiga i Arqueologia, per la Universitat de Barcelona. La seva tesi de llicenciatura, Edilícia cristiana a la Tarraconensis oriental durant l'Antiguitat Tardana va ser llegida el setembre de 1998. La seva tesi doctoral fou Arquitectura cristiana en Hispania durante la Antigüedad Tardía. Fuentes literarias y arqueológicas, després de la qual va realitzar una estada de recerca postdoctoral a Roma i a la CIutat del Vaticà (2011-13) que li permeté aprofundir en les metodologies d'estudi del primer cristianisme. Fou membre del Grup de Recerques en Antiguitat Tardana de la Universitat de Barcelona fins 2017. Actualment ho és de l'Institut de Recerca en Cultures Medievals, -IRCVM-UB-, des d'on realitza la seva recerca principal centrada en la identificació i l'estudi de l'edilícia cristiana dels segles IV-VIII, especialment aquella de caràcter monàstic, que abasta el conjunt d'Hispania.
L'any 2011 la Societat Catalana d'Arqueologia li atorgà el Premi Josep Barberà i Farràs pel seu assaig Arqueologia de les seus episcopals tardoantigues al territori català (259-713), obra on per primer cop es recullen i sistematitzen tots els indicis documentals i materials de les primitives seus episcopals catalanes.